# Eduardo Piñate
Germán Eduardo Piñate Rodríguez (San Fernando de Apure, estado Apure, Venezuela; 6 de septiembre de 1956) es un docente, político e historiador venezolano. Es ministro del Trabajo por segunda vez desde el 27 de agosto del 2024.
Fue el gobernador del estado Apure para el periodo 2021-2024. Ha ocupado otros cargos como ministro de Educación, vicepresidente Sectorial para el Socialismo Social y Territorial y ministro de Proceso Social del Trabajo, además de elegido como diputado de la Asamblea Nacional de Venezuela en las elecciones parlamentarias de 2010.
Perteneció por varias décadas al partido político Liga Socialista hasta su fusión en 2007 al PSUV. Es el fundador de la Fuerza Socialista Bolivariana de Trabajadores (FSBT) y de las Unidades de Batalla Bolívar Chávez (UBCH). Además de ser una de las autoridades de mayor confianza del gobierno de Nicolás Maduro.

## Primeros años

### Estudios
Piñate nació en la ciudad llanera de San Fernando de Apure, al occidente de Venezuela. Egresó en 1984 como profesor de Historia y Ciencias Sociales del antiguo Instituto Universitario Pedagógico de Caracas, actualmente Universidad Pedagógica Experimental Libertador (UPEL). En 1987, inició una maestría de Ciencias Políticas en la Universidad Simón Bolívar (USB), la cual no culminó.

## Carrera política
Militó por años en el desaparecido partido político Liga Socialista y fue parte de su dirección nacional. En 2000, fue fundador de la Fuerza Socialista Bolivariana de Trabajadores (FSBT) y coordinador nacional de la FSBT-Educación. Desde los años de 2002 hasta 2008, fungió como presidente-fundador del Sindicato Nacional Fuerza Unitaria Magisterial (Sinafum).
Fue director de Promoción y Desarrollo del Poder Comunal de la Alcaldía de Caracas, de 2009 a 2011; y, al segundo, como director general del Despacho de la Presidencia del Parlamento, entre febrero de 2011 hasta enero de 2012.

### Diputado
Posteriormente fue elegido como diputado a la AN durante el periodo 2011-2016, para luego asumir en 2018, el Ministerio del Poder Popular para el Proceso Social del Trabajo.

### Ministro del Trabajo
Piñate fue nombrado ministro de Trabajo entre 2018 y 2021.

### Ministro de Educación
En 2021, tras el fallecimiento de Aristóbulo Iztúriz, fue designado como ministro del Poder Popular para la Educación y vicepresidente sectorial para el Socialismo Social y Territorial de Venezuela.

### Gobernación del estado Apure
En agosto de 2021, tras las elecciones primarias abiertas de candidatos del PSUV, el presidente Nicolás Maduro, lo designa candidato por dicho partido político para el estado Apure, pese a no haber sido medido por votación y haber ganado el alcalde de Pedro Camejo, Pedro Leal, quien obtuvo 51,71% de los votos por encima del gobernador Ramón Carrizalez, quien solo logró 45,31% de aceptación. Piñate se medirá en las elecciones regionales de 2021.

### Ministro del Trabajo
Piñate fue nombrado ministro de Trabajo en 2024.